# Gabriel Blamo Jubwe
Gabriel Blamo Snosio Jubwe (né le 7 septembre 1958 à Lagos) est un prélat catholique libérien. Il est l'archevêque de Monrovia depuis février 2024.

## Biographie

### Enfance et formations
Gabriel Blamo Jubwe naît à Lagos au Nigeria le 7 septembre 1958. Il étudie au grand séminaire Saint-Paul de Gbarnga, au Libéria. Il est ordonné prêtre le 18 décembre 1983. Il fait ensuite des études à l'Athénée pontifical Saint-Anselme de Rome où il obtient un doctorat en liturgie.
Après son ordination, il occupe diverses fonctions, dont celle de recteur du petit séminaire Reine des Apôtres et du séminaire préparatoire Saint Charles Lwanga de Monrovia, de 1996 à 1999, et du grand séminaire Saint-Paul de Gbarnga, de 2001 à 2007,.
En 1998, il devient secrétaire général de la Conférence des évêques catholiques du Libéria, tandis que de 1999 à 2004, il occupe la fonction de directeur des Œuvres pontificales missionnaires de l'archidiocèse de Monrovia.

### Parcours épiscopal
Le 1er octobre 2021, il est nommé administrateur diocésain de Monrovia,. 
Le 28 février 2024, le pape François le nomme archevêque métropolitain de Monrovia,. Il succède à Lewis Zeigler, qui avait précédemment démissionné en raison de la limite d'âge atteinte. Le 4 mai de la même année, il reçoit l'ordination épiscopale par des mains de l'archevêque et nonce apostolique au Libéria, Walter Erbì. Les coconsécrateurs sont l'évêque de Makeni, Bob John Hassan Koroma, et l'évêque de Gbarnga, Anthony Fallah Borwah.